# Kutukan
Kutukan is een bestuurslaag in het regentschap Blora van de provincie Midden-Java, Indonesië. Kutukan telt 9500 inwoners (volkstelling 2010).